# Louis B. Heller
Louis Benjamin Heller (ur. 10 lutego 1905 w Nowym Jorku, zm. 30 października 1993 w Plantation) – amerykański polityk, członek Partii Demokratycznej.

## Działalność polityczna
W 1943 i 1944 zasiadał w New York State Senate. W okresie od 15 lutego 1949 do 3 stycznia 1953 przez dwie kadencje był przedstawicielem 7. okręgu, a następnie do rezygnacji 21 lipca 1954 przez jedną kadencję przedstawicielem 8. okręgu wyborczego w stanie Nowy Jork w Izbie Reprezentantów Stanów Zjednoczonych.